# NGC 4461
NGC 4461 (również NGC 4443, PGC 41111 lub UGC 7613) – galaktyka spiralna z poprzeczką (SB0-a), znajdująca się w gwiazdozbiorze Panny. Należy do Gromady w Pannie i wchodzi w skład Łańcucha Markariana.
Galaktyka ta została odkryta 12 kwietnia 1784 roku przez Williama Herschela. Prawdopodobnie 13 kwietnia 1850 roku obserwował ją też George Stoney – asystent Williama Parsonsa. W pozycji przez niego podanej nic jednak nie ma, choć galaktyka ta znajduje się niedaleko od niej, a towarzyszy jej mniejsza i słabiej widoczna NGC 4458, którą Stoney prawdopodobnie uznał za gwiazdę. John Dreyer skatalogował obserwację Herschela jako NGC 4461, a Stoneya jako NGC 4443.